# Gottfried Silbermann
Gottfried Silbermann (Kleinbobritzsch, Saxònia, Alemanya, 14 de gener de 1683 - Dresden, Alemanya, 4 d'agost de 1753) va ser un influent constructor d'instruments de teclat alemany. Va fabricar clavicèmbals, clavicordis, orgues i pianos.
Molt poc se sap sobre la joventut de Gottfried Silbermann. Va néixer el 14 de gener de 1683 a la ciutat alemanya de Kleinbobritzsch i era el fill menor del fuster Michael Silbermann. Es va traslladar a la propera ciutat de Frauenstein el 1685 i és possible que aprengués fusteria allà. Més tard, el 1702, es va traslladar a Estrasburg, on va aprendre la fabricació d'orgues del seu germà i va entrar en contacte amb l'escola franco-alsaciana de construcció d'orgues. Va tornar a Saxònia, com mestre artesà el 1710 i va obrir el seu propi taller d'orgues a Freiberg un any més tard. El seu segon projecte a Alemanya va ser el "Gran Orgue" de la Catedral de Santa Maria de Freiberg, acabat el 1714.
El 1733 Johann Heinrich Zedler escrigué que Silbermann havia inventat un nou instrument anomenat "Piano fort", que un any abans hauria entregat a l'altesa reial, la Princesa de Polònia i Lituània, i també a l'Elector de Saxònia (Frederic August I), que fou ben rebut pel seu so extraordinàriament agradable.
Silbermann va morir a Dresden el 1753, probablement com a resultat d'un enverinament per plom, mentre treballava en la fabricació de l'orgue a la catedral Hofkirche.